# 1186 Turnera
1186 Turnera är en asteroid i huvudbältet som upptäcktes den 1 augusti 1929 av den sydafrikanske astronomen Cyril V. Jackson. Asteroidens preliminära beteckning var 1929 PL. Den fick senare namn efter den brittiske astronomen Herbert Hall Turner.
Den tillhör asteroidgruppen Eos.
Turneras senaste periheliepassage skedde den 4 april 2019.[Uppdatering behövs] Dess rotationstid har beräknats till 12,07 timmar.